# Varázslónő
A Varázslónő, más néven Amora, egy kitalált szereplő a Marvel Comics képregényekből. Thor egyik legádázabb ellensége, aki hatalmas varázserővel bír. A Marvel kiadványokban szereplő számos Azgardi istentől eltérően a szereplőnek nincsenek konkrét mitológiai gyökerei, bár egyes teóriák szerint az ihletője talán Freya istennő. Első megjelenése a Journey Into Mystery #103-ik része.

## Életrajza
A Varázslónő származása ismeretlen, bár tudni vélik, hogy van egy Lorelei nevű lánytestvére. Amora halhatatlan életét a hatalomnak és örömnek szentelte, és eszközeinek a varázslatot és a szexualitást választotta. Bűvös arzenáljával egyike lett a legnagyobb mágiahasználóknak Ázgardban.
Először Karnilla királynő alatt tanult (Karnilla The Norn Queen), aki végül kitette a szűrét, mert túl fegyelmezetlennek bizonyult. Amora számos más mágus mellett fordult meg ezután, sokszor elcsábította őket, hogy titkaikat kicsalja. Mire elérte a felnőttkort már híres volt a szépségéről és szívtelen cselszövéseiről. Egyik ilyen eredménye, hogy Brunnhilde legkeserűbb ellenségei egyikévé vált.
Amora leghosszabb ideig szolgáló "gyalogja" Skurge (Skurge, The Executioner), aki őrülten szerelmes volt a boszorkányba. A Varázslónő pont annyi érzelmet fektetett kettejük kapcsolatába, hogy a férfi hűségét biztosítsa.  Skurge végül az életét adta érte és Amora olyan hévvel gyászolta, ami mindenkit meglepett- őt magát is beleértve.
A Marvel képregényekben való debütálása alkalmával első tette az volt, hogy megpróbálta  magába bolondítani Thor-t, a mennydörgés istenét, és innét kezdve még sok évig szeszélyes ellenfele maradt a Marvel világ hőseinek.
A Varázslónő egyszer arra használta bűvös hatalmát, hogy elvarázsolja a saját hangját és így vívjon meg a mutáns Káprázattal, aki képes volt a hangot fénnyé alakítani és civilben énekesnőként szerepelt. Mindazonáltal mágiájával együtt is alulmaradt a nagyobb tehetséggel szemben.
Az 1980-as években egy mérsékeltebb ábrázolása kezdett előtérbe kerülni. A Titkos Háborúban is részt vett, továbbra is mint a Marvel Univerzum csak magával törődő „Végzet Asszonya”. Emlékezetes momentum, ami nem csekély humort csempészett az amúgy heroikus történetbe, mikor a hősök Amerika Kapitány vezetésével betörnek ellenfeleik főhadiszállására, a Varázslónő lakosztályában részegen fogadja őket és még így is elcsavarja Hulk fejét.
Amora számára a halandók csak és kizárólag eszközök, vagy játékok. A Titkos Háborúban alkut kötött egy Marsha Rosenberg nevű halandóval (más néven Vulkána), aki cserébe, hogy a szeretője, a Molekulaember mellett lehessen felkínált neki „bármit”. A Varázslónő ezt szó szerint értette, és meg is ölte volna, ha férfi nem lép közbe.
A Varázslónő bűnei kivívták Odin haragját, és száműzték Ázgárdból az Executioner-rel együtt. Azonban mikor szülőföldjét megtámadták Surtur és Muspelheim-ból való légiói mindketten a segítségére siettek. Lorelei durván visszautasította, hogy csatlakozzanak hozzá, mire a Varázslónő arra használta bűvös erejét, hogy húga beleszeressen Lokiba. Habár hazája érdekében hősiesen viselkedett, Amora alapvetően megmaradt egy opportunistának, aki mindenütt a saját javait keresi, személyisége nem változott. Végül megunva a nő megvető bánásmódját az Executioner Thorral tartva feláldozta az életét egy küldetésben Hela istennő birodalmába. Amorára mélyen hatott az Executioner halála és Thornál keresett vigaszt.
Végül rovott múltját megbocsátották, Thor-ral pedig romantikus kapcsolat alakult ki kettejük között. A marveldatabase.com információi szerint a Ragnarök alatt Loki meggyilkolta.

## Ereje és képességei
A Varázslónő tipikus Ázgárdi istennő: majdnem kortalan és fizikuma is emberfeletti (25 tonnát képes kinyomni), bár ritkán épít testi erejére. Amora jobban szeret csábítani, és szépségének valóban csak kevesen tudnak ellenállni, különösen mikor varázserejével megnöveli azt. Gyakran egyetlen csók is elég, hogy a rabszolgájává tegyen egy embert.
Könnyedén gyakorol olyan technikákat mint védőpajzsok megalkotása, teleportálás, levitáció, misztikus lények megidézése.
A varázslata a legerősebb Ázgárd birodalmán belül és minél tovább marad távol tőle úgy csökken, de sosem halványul el teljesen.
Amora néha különleges italokat, ráolvasásokat, vagy talizmánokat alkalmaz.

## A szereplő adaptációi
- A Varázslónő egy alternatív verziója jelenik meg a Heroes Reborn világában.
- A Marvel Zombies vs. The Army of Darkness-ben a Marvel Zombies miniszéria részeként a Varázslónő zombivá válik a 2149-es Földön.

### Videó játékok
A Varázslónő az egyik főellenség Fátum Doktor mellett a Marvel: Ultimate Alliance című háromdimenziós akció-szerepjátékban. Skurge, az Executioner, mint a testőre szerepel. Hallhatunk tőle különleges párbeszédet Thor-ral, majd egy az Executioner-rel mikor kérdőre vonja vajon féltékeny e a viharistenre. A szereplő hangja Gabrielle Carteris.

## Megjelenése időrendben
- Journey into Mystery Vol. 1 #103 – Kudarcba fulladt kísérlet, hogy elcsábítsa Thort Jane Fostertől.
- Avengers Vol. 1 #7 – 1964 augusztus
- Avengers Vol. 1 #83
- Defenders Vol. 1 #107-109
- Thor Vol. 1 #491-494 – Thor szeretője lesz

## Külső hivatkozások
- http://www.marvel.com/universe/Enchantress
- Varázslónő galéria a Marvel Database project-en.